# Eulàlia Coma Barbat
Eulàlia Coma Barbat (Barcelona, 1965). Dissenyadora gràfica.
Estudia a l'Escola Elisava de Barcelona on es gradua el 1987. Entre el 1982 i el 1987 treballa als estudis dels dissenyadors gràfics Albert Isern i Quim Boix. El 1987 crea l'estudi Lanzagorta Coma i el 1991 l'Estudi Coma. Ha desenvolupat projectes principalment en els camps editorial, del packaging i de la imatge gràfica per a exposicions. També ha realitzat disseny de pàgines web i de gràfica aplicada. Ha rebut diversos premis tant nacionals com internacionals i les seves creacions es troben en diversos museus europeus. La seva relació amb el disseny industrial s'ha desenvolupat principalment a través de la realització de gràfica aplicada per a l'empresa Aguadé, destacant el disseny de la vaixella i joc de cafè Blau Pics (1993) en col·laboració amb Jordi Aguadé.